# 女性警察官
女性警察官（じょせいけいさつかん）は、女性の警察官である。

## 概要

### 歴史

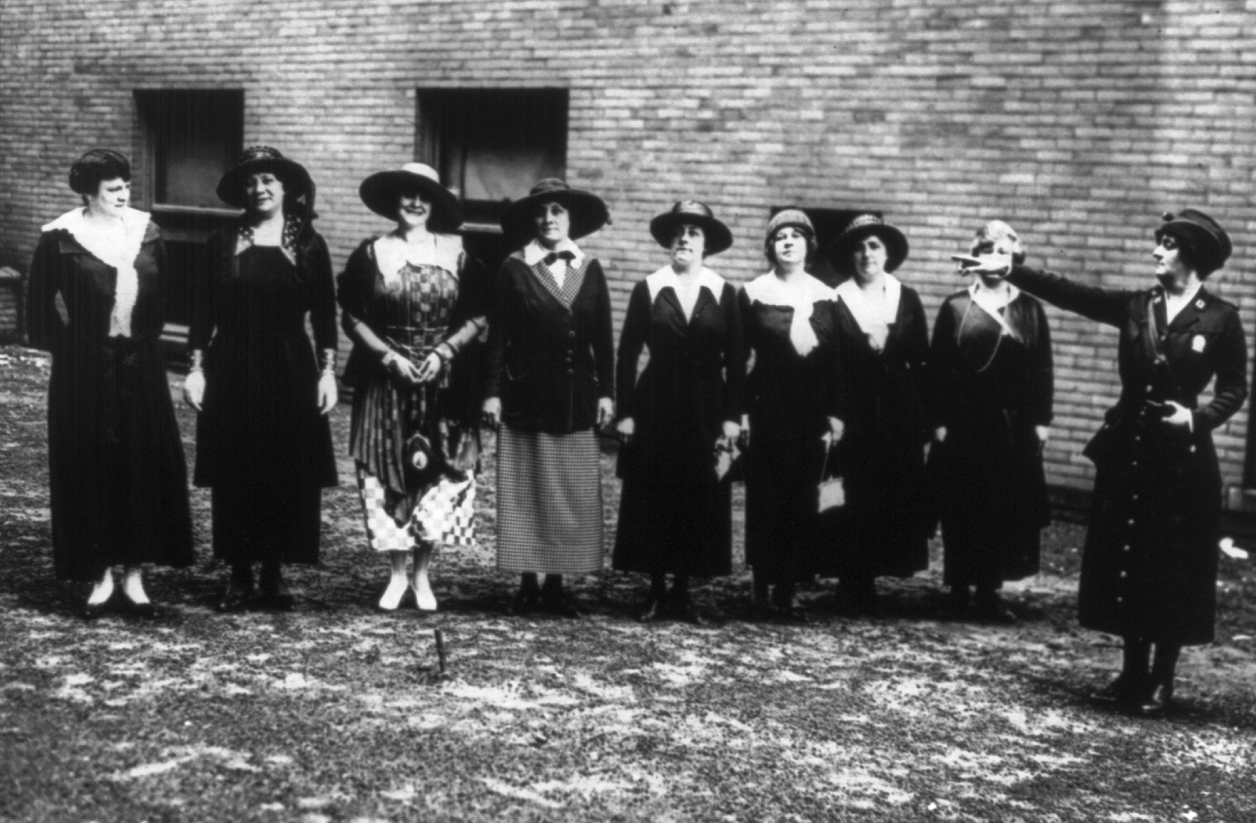
ニューヨークの女性警察官（1918年）

近代以降の警察組織における最初の女性警察官は、1891年にシカゴ市警察に採用されたマリー・オーエンス（en:Marie Owens）と見られている。
その後1918年ごろまでに英国各地、およびカナダなどの諸国で女性警察官の任用が開始された。1942年にはインドのムンバイでも女性警察官の任用が記録されている。
第二次世界大戦後にこの動きは加速し、1949年にはロンドン警視庁で女性警察官（Woman Police Constable, WPC）が採用された。日本でもGHQの指示に基づき、戦後の昭和21年（1946年)に最初の女性警察官採用が行われた。同年4月27日より62人が勤務につく。当時の名称は婦人警察官（ふじんけいさつかん。婦人警官・婦警）であり、逮捕権を持たなかった。
その後、世界各国での女性の権利向上に伴い、職名や職域、制服（後述）について男性との差違を減らそうとする国が増加している。英国では1999年に、WPCという女性特有の職名からWomanのWを外した。日本でも1999年の雇用の分野における男女の均等な機会及び待遇の確保等に関する法律の改正に伴い、従来の婦人警察官（婦警）という呼称から現在の女性警察官に改められた。

### 女性警察官のスタイル

#### 制服
女性警察官の制服にはスカートが採用されることが多かったが、次第にスカートは減少し、イギリス、ドイツ、アメリカなどでは男性とほとんど変わらない制服が採用されている（帽子デザインなどに若干の違いがある）。日本においては、男女で制服のデザインが大きく違う（後述）。

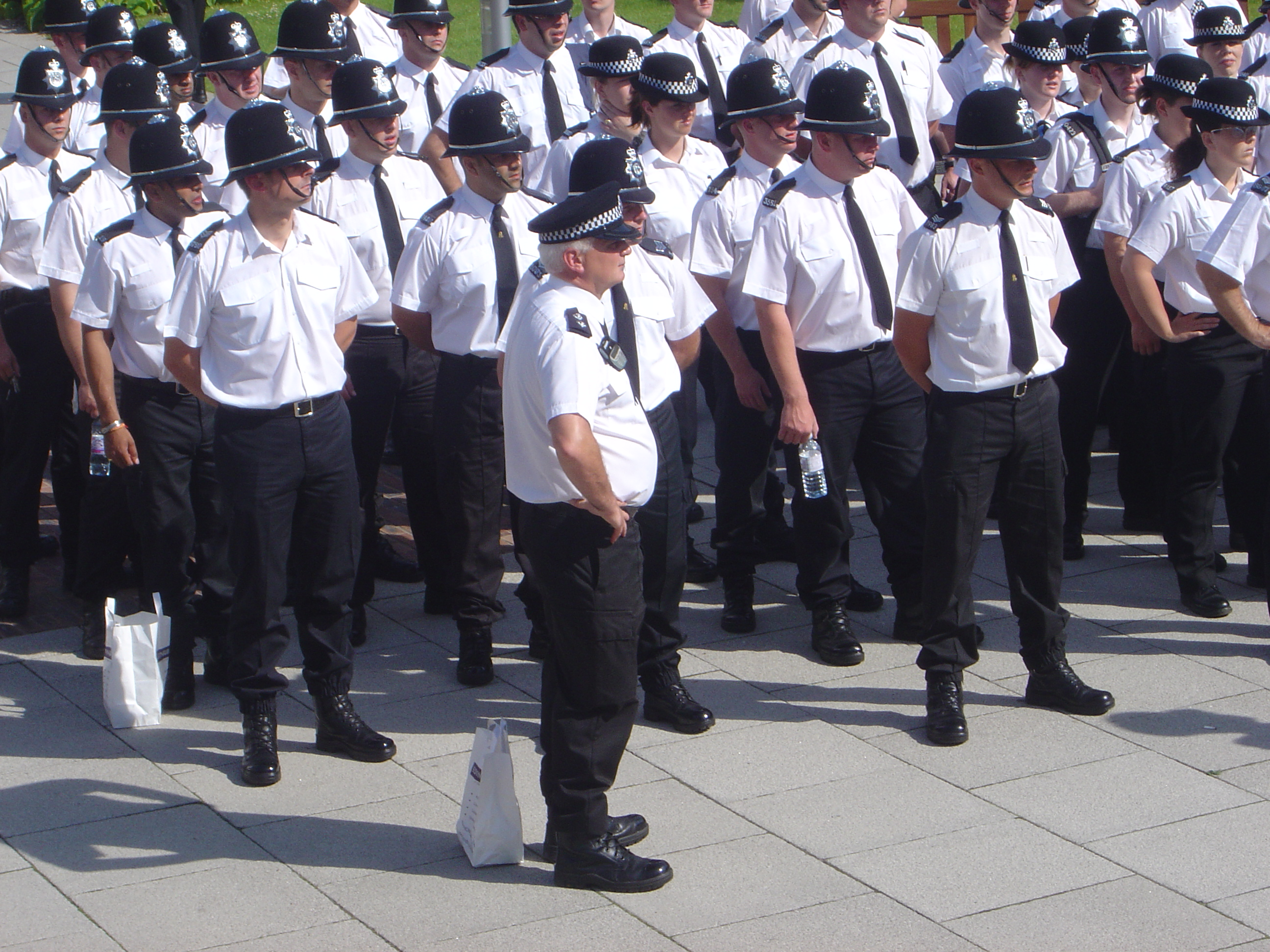
微細な違いの例。英国の制服。制帽に違いがある
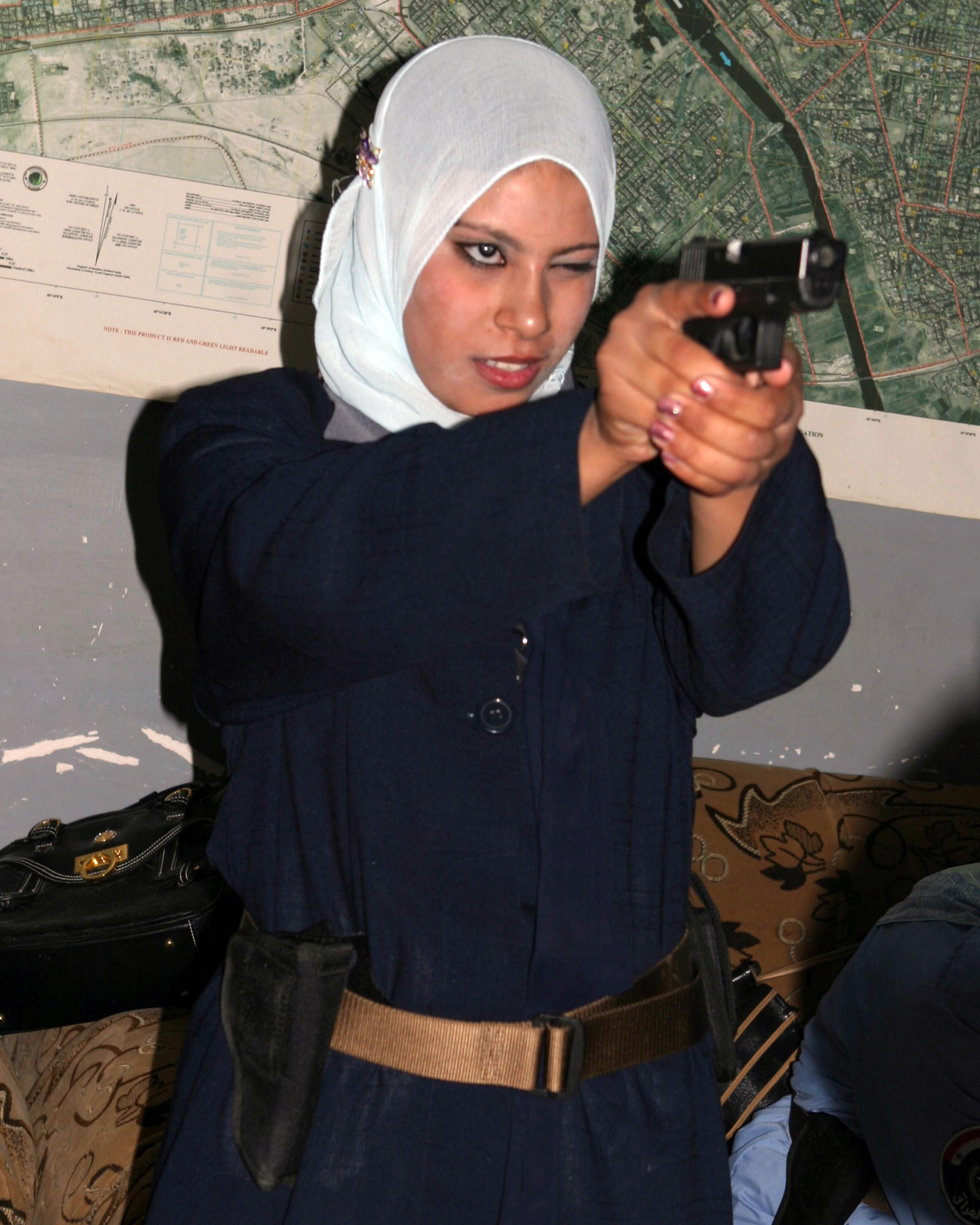
イラクの女性警察官
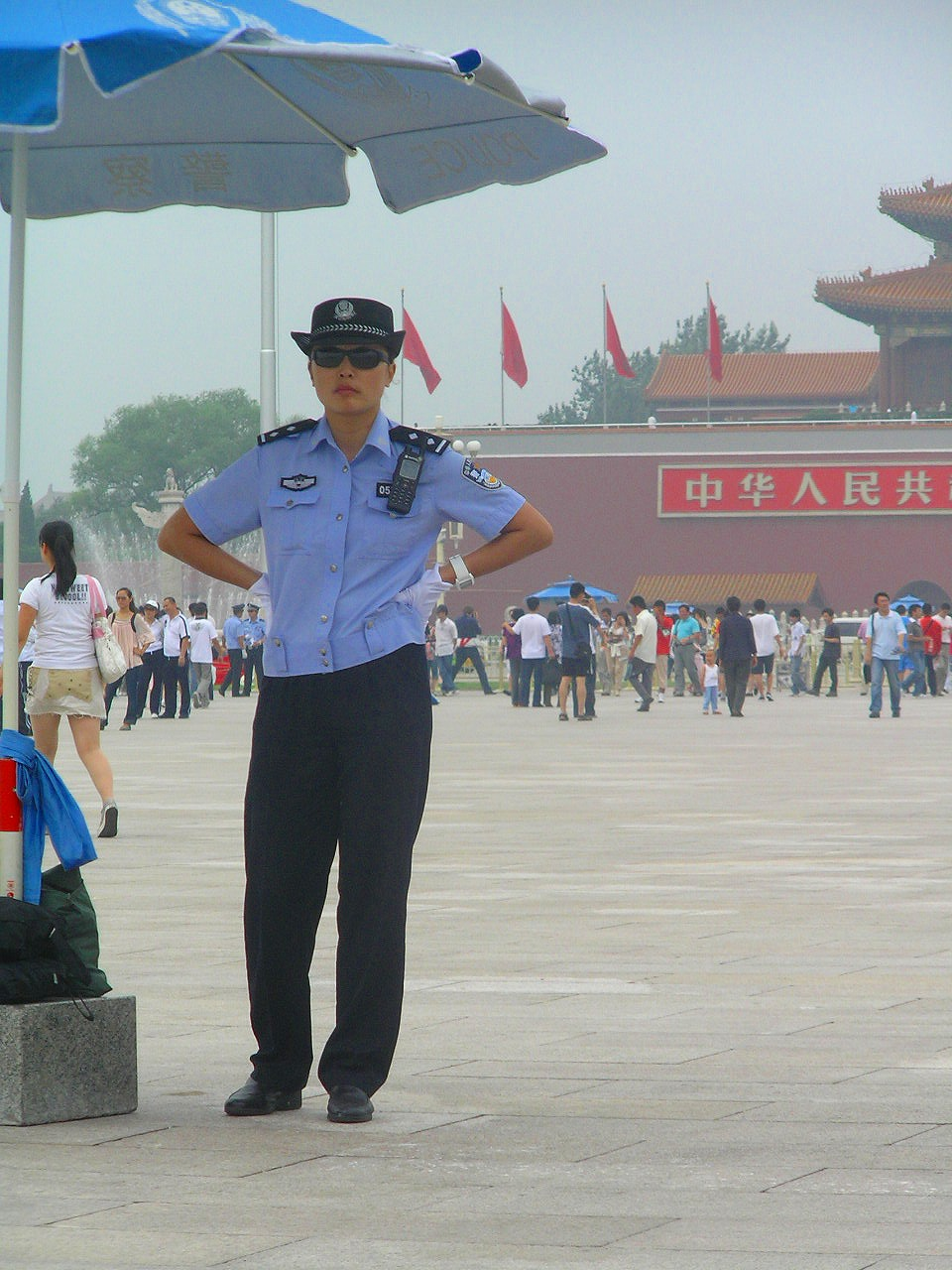
中華人民共和国の女性警察官
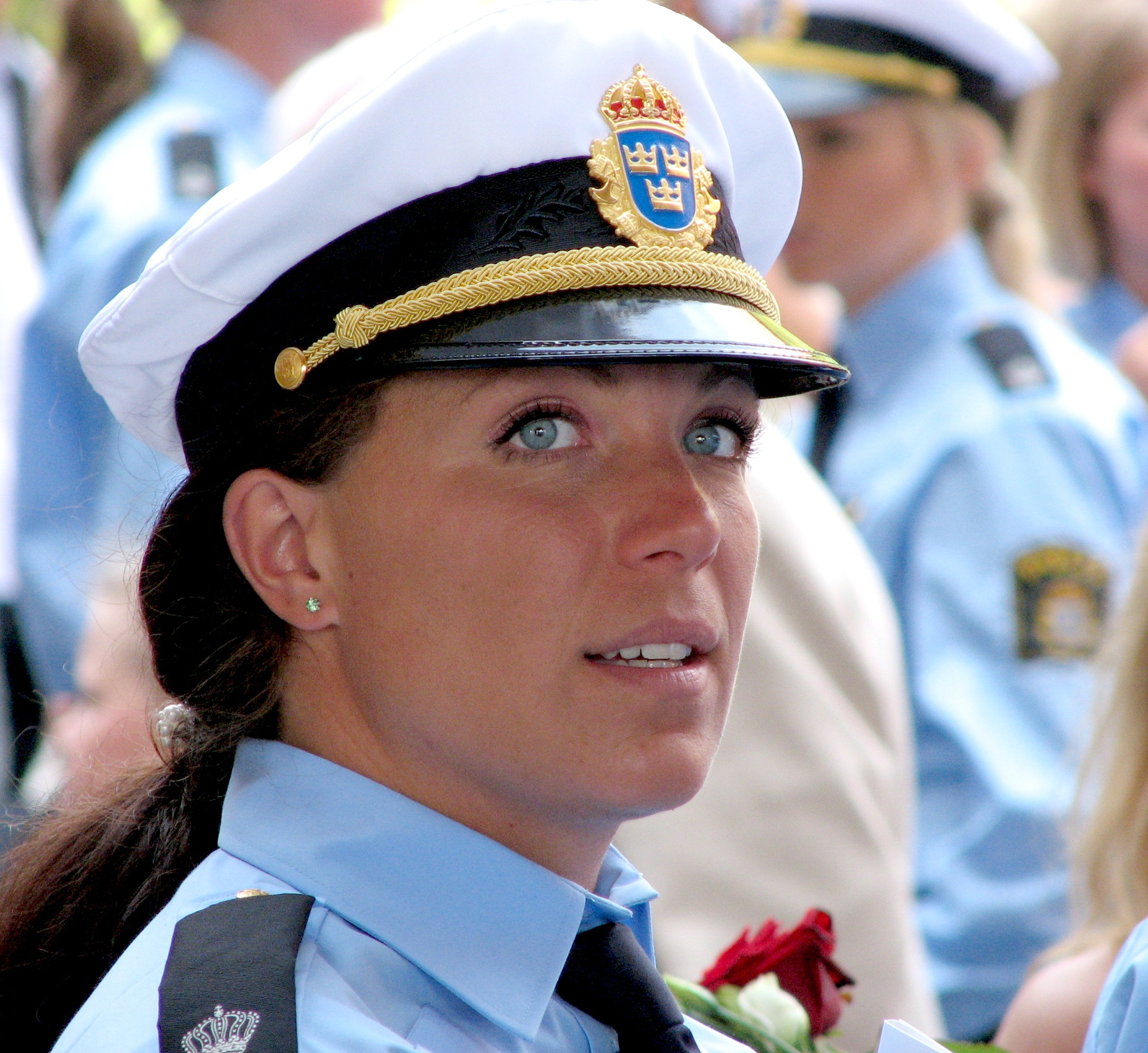
スウェーデンの女性警察官

## 日本の女性警察官

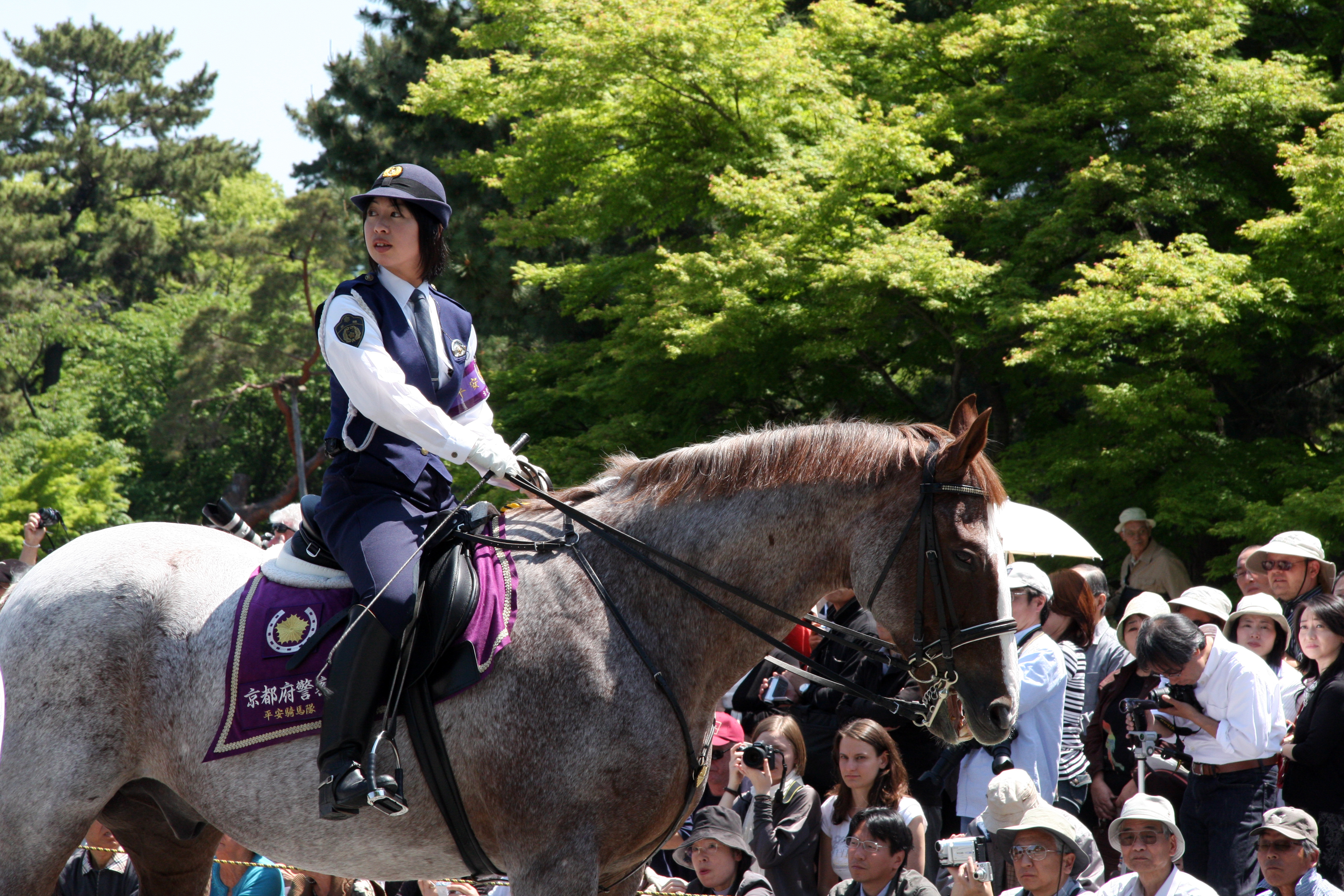
京都府警察の騎馬警官, 2008年

夏服の女性警察官

戦前の日本の警察官は女性の任官が禁止されており、警察官は全員男性であった。これは軍人も同じであり、また他の職業も大半は女性の社会進出を認めていなかった。
日本における女性警察官は1946年（昭和21年）4月27日、警視庁で62名が初めて採用された。これは日本の社会全体において男尊女卑傾向が強かったこともあるが、警察・軍隊はとりわけ男社会で、「軍人と警察官は女にはできない」という強い差別思想があったためである。しかし戦後、連合国軍最高司令官総司令部 (GHQ) の指導もあり、各国では既に当然であった婦警制度を実現させた。
ただし、当初はあくまでも職場の花か広報としての役割のみで採用し、それ以外の職には一切就けない人事も横行したが、昭和30年代頃から女性の社会進出も増え始め、警察内の男女差別は弱まっていった。元々、婦人警察官というのは男性警察官の補助的役割という趣旨で導入され、同じ巡査であっても婦警巡査のほうが低い扱いであったが、これは現在では廃止されている。
2000年、男女雇用機会均等法に伴い、名称が「女性警察官」へと変更された。通常はあえて女性の警察官のみを特定して呼称しない場合、「警察官」と統一して呼称される。
女性警察官は人事面での差別を一切受けないことになっており、男性警察官と同じく警務、総務、地域、刑事、生活安全、交通、警備、公安、組織犯罪対策各部に配属され、機動隊や銃器対策部隊に配属された例もある。
2012年4月時点における女性警察官の数は約1万7700名であり、警察官全体の約6.8％を占めている。2013年度では、女性警察官の人数は約1万8700人で、全警察官のうち7.2%を占め、警視庁の女性警察官は3467人で、同じく7.9%である（朝日新聞　2013年12月25日付）。

### スタイル

#### 制服
日本においては、イギリス、ドイツ、アメリカなどとは異なり、男女で制服のデザインが大きく異なる。女性では礼服がブレザーにネクタイ・スカート着用と規定されている。職務上、長い丈のスカートでは邪魔になる場合があるため、膝丈程度のスカートが標準となっている。その他、キュロットスカートおよびズボンも用意されている。
外勤の場合、制服の上に指定の防寒服以外のロングコートやカーディガンを羽織ることは違反とされている。ちなみに制服時はロングの靴下を履くことも禁止されており、また制服の下にセーターやベストを着ることは、制服警察官の外観が変わってしまうことから望ましくないとされている。外見に影響を与えない保温肌着等の利用で対処している。
女性警察官導入が始まった戦後まもなくのころは、男女共用のデザインにしようとの動きもあったが、日本の警察官の制服を始めとする服務規定は、当時日本を占領していたアメリカによってほとんど決められてしまった。そのため、当時のデザインは極めてアメリカ的で色も黄色く、女性はスカートが正装と決められた。現在、アメリカでは男女共用の制服（軍服風デザインの、上着またはシャツにスラックス）が採用されている。
2025年4月を以って、警察庁は女性警察官が事件現場などに出る機会が増え動きやすいズボンが選ばれるようになったことを踏まえ、式典などで着用する礼服以外で制服としての女性警察官のスカートを廃止する意向を明らかにした。

### 新たな制服
警察官の制服は1994年に変更されてから、2009年12月1日に制帽の帯章（リボン）が男性警察官同様警部補が紺、警部以上が金のラインが入り、警部補以上は周章の前面部を内側に折り返し、巡査部長・巡査は周章の前面にひだ一条をつける以外変更されていない。2002年10月1日の警察手帳の形状変更と同時に変更されることが期待されていたが、識別票の装着が義務づけられたのみで、男女ともに実質的な変更はない。詳細は警察官における制服の変遷の項目を参照。

#### 防寒服
服制に防寒服があり、前身内合わせを右上前とするほかは男性警察官と同じである。スカートの場合、黒革の膝下丈ロングブーツ。

#### 雨衣
白レインコートに白セミロング丈ゴム長靴。（1993年6月9日の今上天皇・皇后両陛下の御成婚パレードなど）。　

#### 髪型・装飾
警察官の礼式は制服だけで留まるものではなく、髪型や立ち居振る舞いにも厳格な姿勢が求められる。
特に日本の場合、髪型にもその影響が反映される。すなわち、「警察官は市民の模範でなければならない・善良なる市民のモデルとなり真摯執行務を遂行する。そのため格好もそれ相応の形を維持するべきである」と考えられている。
具体的な化粧（メイク）や髪型について、警察において明文化された規制はなく、個人に任されている。初任研修で警察学校入校時は一般の警察官の勤務時より、厳しく指導されることはある。私服警察官の場合は、市民に擬装するためにナチュラルヘアにしたり、染髪することもある。

#### 身体基準
日本では都道府県によって基準も多少異なるが、警視庁の場合、身長・体重の身体基準は廃止されている。
警察官の身体基準は軍隊や消防に比べて厳しいものではなく、自衛官や消防吏員より多少緩和されている。日本の場合、機動隊員やSAT隊員、SPなどは剛健な肉体の者や筋肉質な者も多いが、これらは警察官の中でも特殊な職域に入り、刑事地域交通など一般的な警察活動に従事する警察官とは性質が異なる。機動隊などに配属されている者は警察内で行われる選抜採用でさらに厳しい身体基準を問われ配属された警察官であり、一般の警察官の「身体基準」とは関係ない。
しかしながら、警察官は身体能力が高いとの誤解も多い。確かに警察官の職務内容は体力面も必要とされるが、法的・実務的知識も職務上重要視されており、捜査書類などの膨大な書類作成作業が職務内容の大半を占める。もっとも採用試験において「身体基準」を満たすかの運動能力の試験が課されるため、その限りにおいて運動能力は担保されているとされる。

### 警察官としての技能
逮捕術と拳銃操法の訓練が義務付けられている。女性の場合、武道に関しては柔道、剣道もしくは合気道の初段を取ることが奨励されている。（合気道については、男性警察官には、訓練の義務はない。女性は体力（腕力）において男子よりやや劣るため、女子は合気道も習得して力をつけることとなる）

### 運転の技能
二輪車の運転技能に優れた者で「女子白バイ隊」を結成したのは有名な話である。女子マラソンや女子駅伝の際に先導を行なう。
男性の白バイ隊員と違い、制服が空色ではなく各警察本部で独自に定めた特有の色（赤や緑）になっている。

### 女性ならではの技能
警視庁には捜査一課女性捜査班が存在し、強姦事件専従班があるほか、大阪府警察にもドラマ「木綿のハンカチ〜ライトウインズ物語」で取り上げられた女性捜査班「ライトウィンズ」がある。こちらは性犯罪のみならず、女性が被疑者となる事件の捜査も担当しているようである。また、女性被疑者の身体検査なども、基本的に女性警察官が担当する。

### ミニパト
ここでは、女性警察官との関わりについて述べる。
女性警察官はミニパトに乗っているイメージが存在する。これは、かつて女性警察官が交通部門に多く配属された経緯から、交通部門で多く使われるミニパトとのイメージが結びついたものである。

### 住居
独身者は警察の用意した寮に住居を与えられ、1年間の初任過程が済むまでは寮への入居が義務付けられている。女子寮に配置され、ここは警察学校のようなものである。
警視庁には全国一の寮数が確保され、独身警官はほとんど寮住まいである。キャリアの場合は警察庁宿舎に移住する。かつては徹底した厳しい体制がとられ教育役の寮長もいた。
最近は警察学校在校（この時点で巡査に任じられ警察官として扱われると共に、寮に住むことが義務付けられる）の際でもフリータイムが多く、開放的な就学体制で自由時間も多い。

### 交通部門と刑事部門
かつて女性警官は全国的に交通部門に配属されることが多かったが、交通部門は凶悪事件を扱わず、比較的安全な職務が多いからとの見解もある。残業が多い刑事部門・地域部門の外勤が男担当で、重労働・危険度の少ない部署は女担当という認識で配属されることが多かった。

### 最近の傾向
現在交通課の業務も安全・定時的ではなくなっており、飲酒運転など交通マナーの低下により危険度は増えている。一般的に初任配属先は地域課もしくは交番勤務と規定され、女性警官の場合は原則的に交通課であったが、近年の配属先には多様性が見られる。
さらに女性被疑者の増加、性犯罪の多発により女性の能力も求められ、刑事課や生活安全課に配属される女性捜査員が増員されている。刑事部門は能力や適性や素質を重視する傾向が強く、刑事への志願者が少なかったという現状もあるが、適性のある警察官がスムーズに任用されるようになった結果もあり、よって女性刑事も増えている。なお、2000年以降では私服警察官のうち約20％が女性警察官。また、暴力団対策、警衛・警護など全ての分野に職域が拡大している。
プライベートでは、女性警察官、女性警察事務職員の増加に伴い、「女性警察官だけの女子会」も盛んに行われており、ここで出た、雑談を本部警務課では女性警察官向けに働きやすい職場環境改善に取り組む参考にしている。また交番に女性用仮眠室を整備したり、ベビーシッターを利用する際の補助を導入するなどの環境整備も進められている。

### 幹部警察官
警部以上の階級に位置する女性警察官は2014年度で295人であり、また女性警察署長は2019年3月現在で6名。
2013年8月、史上初の女性警察本部長として田中俊恵警視長(当時)が岩手県警察に着任。女性の本部長は岩手県警だけでなく山梨、鳥取、佐賀、滋賀の各県警にも就任している。
平成元年から採用された女性警察キャリアは40名を数え、年々増える傾向にある。ノンキャリアでは警察署長など所属長（警視、警視正）に就いた例がある。警視庁では機動隊副隊長に初めて女性が就任した。女性警察幹部の登用はその後も増え続け、前述の田中氏は警視庁交通部長、千葉県警本部長、警視庁副総監などを歴任し警察大学校長で退官、また青山彩子警視監は女性初の警視庁警務部長に就任するなど活躍の場を広げている。

### 殉職
女性の殉職者は男性のそれに比べて少ないが存在する。殉職者が多いのは刑事・地域部門である。交通部門は発砲事件や凶悪犯を直接拘束するような事態に直面することは少ないが、交通事故に巻き込まれる機会は当然多くその点では危険である。
さらに、交通違反車両の追尾や暴走族の取締りといった危険度が高い任務は交通機動隊や自動車警ら隊の担当で、女性警官が単独で取り締まりにあたることはなく、女性の殉職は2013年現在1名である。
現在は、女性が刑事・地域など比較的危険な部門へ配属されることも増えている。2011年3月11日に発生した東北地方太平洋沖地震（東日本大震災）では、宮城県岩沼警察署の警部補（殉職により警視に2階級特進）が、震災発生直後沿岸部に向かい住民に対して避難誘導中に津波に巻き込まれて殉職した（日本の女性警察官として初めての公務中の殉職者）。

## 女性警察官を題材とした作品

### テレビドラマ
- ありがとう（1970年、TBS・テレパック） - 水前寺清子主演
- 遊びじゃないのよ、この恋は（1986年、TBS・大映テレビ） -木村進、安本莞二、増村保造脚本、 井森美幸主演
- 木綿のハンカチ〜ライトウインズ物語（1997年、NHK総合）- 市川森一脚本、緒川たまき主演。なお1998年には同じ市川脚本で『木綿のハンカチ2～ライトウインズ物語』がレギュラー出演者を一新し南果歩主演でNHKBS2で放送された[18]。

### 漫画
- ある母の罪（1959年、東京漫画出版社貸本） - 望月みさお原作[19]
- 花のモーレツ婦警さん（1970年、別冊マーガレット8月号） - 木内千鶴子原作[20]
- ミニぱと（1977年、月刊少年チャンピオン連載）- 柳沢みきお原作
- 逮捕しちゃうぞ （1986年、モーニング連載）- 藤島康介原作
- ブラッディエンジェルズ（1986年、週刊少年サンデー増刊号連載）- みず谷なおき原作
- 2人におまかせ! （1987年、月刊少年マガジン連載）- 八神ひろき原作
- 毎日が日曜日（1987年、Comicアクションキャラクター連載）-高田裕三原作
- ハコヅメ～交番女子の逆襲～ （2017年、モーニング連載）- 泰三子原作
- H/P ホスピタルポリスの勤務日誌 ：（2019年、BE・LOVE連載[21]） - 杜野亜希原作[22]

### テレビアニメ
- ハコヅメ～たたかう交番女子～（2021年、日本テレビ）- 根本ノンジ脚本、戸田恵梨香、永野芽郁主演。上記の『ハコヅメ～交番女子の逆襲～』が原作である。